# Publius Aelius Modestus
Publius Aelius Modestus war ein im 3. Jahrhundert n. Chr. lebender Angehöriger des römischen Ritterstandes (Eques).
Durch eine Weihinschrift, die beim Kastell Vercovicium gefunden wurde und die auf 201/300 datiert wird, ist belegt, dass Modestus Präfekt der Cohors I Tungrorum war, die zu diesem Zeitpunkt in der Provinz Britannia stationiert war.